# Кузмичёв, Вячеслав Павлович
Вячеслав Павлович Кузмичёв (21 января [2 февраля] 1877 — 12 октября 1947) — российский предприниматель и яхтсмен. Участник летних Олимпийских игр 1912 года. Потомственный почётный гражданин. Гласный Санкт-Петербургской городской думы (1912).

## Биография
Вячеслав (в некоторых источниках Венцеслав) Кузмичёв (в некоторых источниках Кузьмичёв) родился 2 февраля (21 января по старому стилю) 1877 года.
Был сыном российского предпринимателя Павла Кузмичёва, который в 1867 году создал компанию «Кузмичёв и сыновья» и к 1901 году владел примерно десятью чайными, основав международный бренд Kusmi Tea.
В 1907 году по настоянию отца отправился учиться чайному делу в Лондон, где открыл британский филиал, располагавшийся по адресу: ул. Королевы Виктории, 11. Однако, поскольку традиционные для России рецепты чая не встретили интереса у англичан, вместе с отцом разработал ряд новых — в частности, «Виндзор» и «Виктория».
В 1908 году, когда умер Павел Кузмичёв, стал управлять семейным бизнесом — к тому моменту он объединял 51 чайный завод в крупных российских городах. 
Член Императорского речного яхт-клуба с 1900 года. Энтузиаст буерного спорта.
В 1911 году приобрёл в Англии яхту «Норман», которая была спроектирована и построена известным британским строителем яхт Уильямом Файфом. 
В 1912 году вошёл в состав сборной России на летних Олимпийских играх в Стокгольме. Выступал в парусном спорте в классе «8 метров» на принадлежавшей ему яхте «Норман» в качестве рулевого. Экипаж, в который также входили Евгений Кун, Павел Павлов, Виктор Марков и Эрнест Ломач, поделил последние 5-7-е места, не набрав ни одного балла. В первой гонке показали результат 2 часа 18 минут 52 секунды, во второй — 2:16.15. В первой гонке яхта лидировала, однако возле последнего перед финишем поворотного буя вынуждена была остановиться из-за падения одного из членов экипажа за борт. Время потраченное на подъем упавшего снова на борт отбросило «Норман»  на четвертое место.
Был потомственным почётным гражданином, гласным Санкт-Петербургской городской думы (1912).
В 1916 году перевёл основной капитал в Лондон, в 1917 году открыл чайный магазин Maison Kusmi-Thé в Париже по адресу: авеню Ниль, 75. В этот период в основном жил во Франции, тогда как семья оставалась в Петрограде. После Октябрьской революции и начавшейся Гражданской войны организовал выезд семьи сначала в Константинополь, а в 1920 году в Париж. После эмиграции продолжал развивать бизнес, не испытывая ни в чём нужды. Открыл представительства компании в Нью-Йорке, Гамбурге, Константинополе, а затем перевёл основную часть дела в Берлин. В годы Второй мировой войны бизнес заметно ослабел.
Умер 12 октября 1947 года.

## Семья
Отец — Павел Михайлович Кузмичёв (1840—1908), российский предприниматель, основатель семейного чайного бизнеса.
Мать — Александра, дочь богатого торговца бумагой.
Сестра — Елизавета Павловна Ломковская (Кузмичёва) (1871—1946).
Брат — Михаил Павлович Кузмичёв (1883—1964)
Вместе с женой воспитали трёх детей: Константина (1905—1985), Надежду и Веру, которая стала оперной певицей. Константин был наследником семейного бизнеса, но, не имея предпринимательских умений, в 1972 году продал его в предбанкротном состоянии.